# Спрейг
Спрейг (на английски: Sprague, буквени символи за произношение  Архив на оригинала от 2018-12-26 в Wayback Machine.) е град в окръг Линкълн, щата Вашингтон, САЩ. Спрейг е с население от 490 жители (2000) и обща площ от 1,6 km². Намира се на 580 m надморска височина. ЗИП кодът му е 99032, а телефонният му код е 509.